# نیبروستراند
نیبروستراند (به سوئدی: Nybrostrand) روستایی در شرق ایستد در مجاورت دریای بالتیک قرار دارد و دارای ۸۱۰ نفر جمعیت است . 

## جاذبه‌های توریستی
- زمین گلف ایستد
- پلاژ برهنگی نیبروس
- پارک جنگلی نورا ساندزکوگن